# تينزرت (ماريغة)
تينزرت ندولكان هي بلدة مغربية تقع داخل النفود الترابي لجماعة و قيادة تغجيجت بإقليم كلميم وسط المملكة المغربية ، تبعد عن مركز جماعة تغجيجت حوالي 15 كيلومترا ، تنتمي القرية لمشيخة إدولكان التي تضم 4 دواوير
وهي دوار بويعلى دوار إدبولحسن دوار أكادير إدران ودوار تيخابرين. يقدر عدد سكانه بـ 2000 نسمة حسب الإحصاء الرسمي للسكان والسكنى لسنة 2004.

## روابط خارجية
- البوابة الوطنية للجماعات الترابية نسخة محفوظة 12 مارس 2018 على موقع واي باك مشين.
- المندوبية السامية للتخطيط